# Guerre Koguryo–Tang
La guerre Koguryo-Tang est un conflit qui oppose le royaume coréen de Koguryo à la dynastie Tang entre 645 et 668. Au cours de la guerre, les deux principaux protagonistes s'allient avec plusieurs autres États. Pendant la première décennie et demie de la guerre, les deux belligérants sont à armes égales, les Coréens réussissant à repousser l'invasion lancée par les Tang lors de la première campagne de la guerre Koguryo-Tang. Après avoir conquis le royaume de Baekje en 660, les armées de la dynastie Tang et du royaume de Silla envahissent celui de Koguryo par le Nord et le Sud en 661, mais sont obligées de se retirer en 662. En 666, Yeon Gaesomun, le chef militaire de Koguryo, meurt et sa succession ouvre une période de violences et de troubles internes pour son royaume. Très vite, les défections se multiplient et un sentiment de démoralisation se généralise au sein du royaume coréen. En 667, Tang et Silla lancent une nouvelle invasion contre Koguryo avec l'aide de Yeon Namsaeng, un déserteur. À la fin de l'an 668, épuisé par les nombreuses attaques qui le visent et souffrant d'un chaos politique interne sans fin, le royaume de Koguryo, et les vestiges de l'armée de Baekje qui se battent avec lui, succombent face aux armées numériquement supérieures de la dynastie Tang et de Silla.
Cette guerre marque la fin de la période des Trois Royaumes de Corée qui avait commencé en l'an 57. Elle est également suivie du début de la guerre Silla-Tang, au cours de laquelle les anciens alliés vont se déchirer autour du partage des terres conquises.

## Situation avant le début du conflit
En 627, Li Shimin devient le nouvel empereur de la dynastie Tang, sous le nom d'empereur Tang Taizong. Il accède au trône après avoir éliminé physiquement ses deux frères, Li Jiancheng et Li Yuanji, lors du coup de la porte Xuanwu et avoir forcé son père, l'empereur Tang Gaozu, à abdiquer. Peu de temps après s’être emparé du pouvoir, il commence à songer à conquérir le royaume coréen de Koguryo. Le royaume coréen de Silla avait déjà fait de nombreuses demandes d'aide militaire à la Cour des Tang, pour lutter contre son voisin et rival de longue date, le Koguryo. Taizong commence à prendre ces demandes en compte peu de temps après avoir vaincu définitivement les Göktürks en 628. La situation évolue lorsque Silla entre en guerre ouverte avec Baekje, un autre royaume coréen. En effet, depuis 641 ce royaume a un nouveau monarque, le roi Uija qui, en 642, attaque Silla et s'empare d'une quarantaine de forts frontaliers.
Un peu plus tôt la même année, un coup d'état a eu lieu à la Cour du Koguryo, le troisième royaume de la péninsule coréenne. Le roi Yeongnyu du Koguryo prévoyait de faire exécuter Yeon Gaesomun, un des nobles les plus puissants du royaume, car il voyait en lui une menace pour son trône. Mais Yeon Gaesomun a découvert ce complot et il a réagi en tuant le roi, ainsi que plus de 180 aristocrates. À partir de cette date, Yeon Gaesomun est, de facto, le véritable maître du Koguryo, car le roi Bojang, le successeur de Yeongnyu qu'il a placé lui-même sur le trône, n'est qu'un homme de paille à ses ordres,.
À peine arrivés au pouvoir, les nouveaux dirigeants de Baekje et Koguryo établissent une alliance mutuelle; avant de lancer une attaque commune contre le royaume de Silla. En 643, La reine Seondeok de Silla envoie une demande d'aide officielle à la Cour des Tang, en espérant que la Chine vienne lutter à ses côtés contre Koguryo et Baekje. L'empereur Tang Taizong réagit en envoyant Xiangli Xuanjiang (相里玄獎), un de ses hauts-fonctionnaires, demander aux rois de Koguryo et Baekje de stopper leurs attaques contre Silla, mais Yeon Gaesomun refuse.

## Première attaque: la campagne de 645

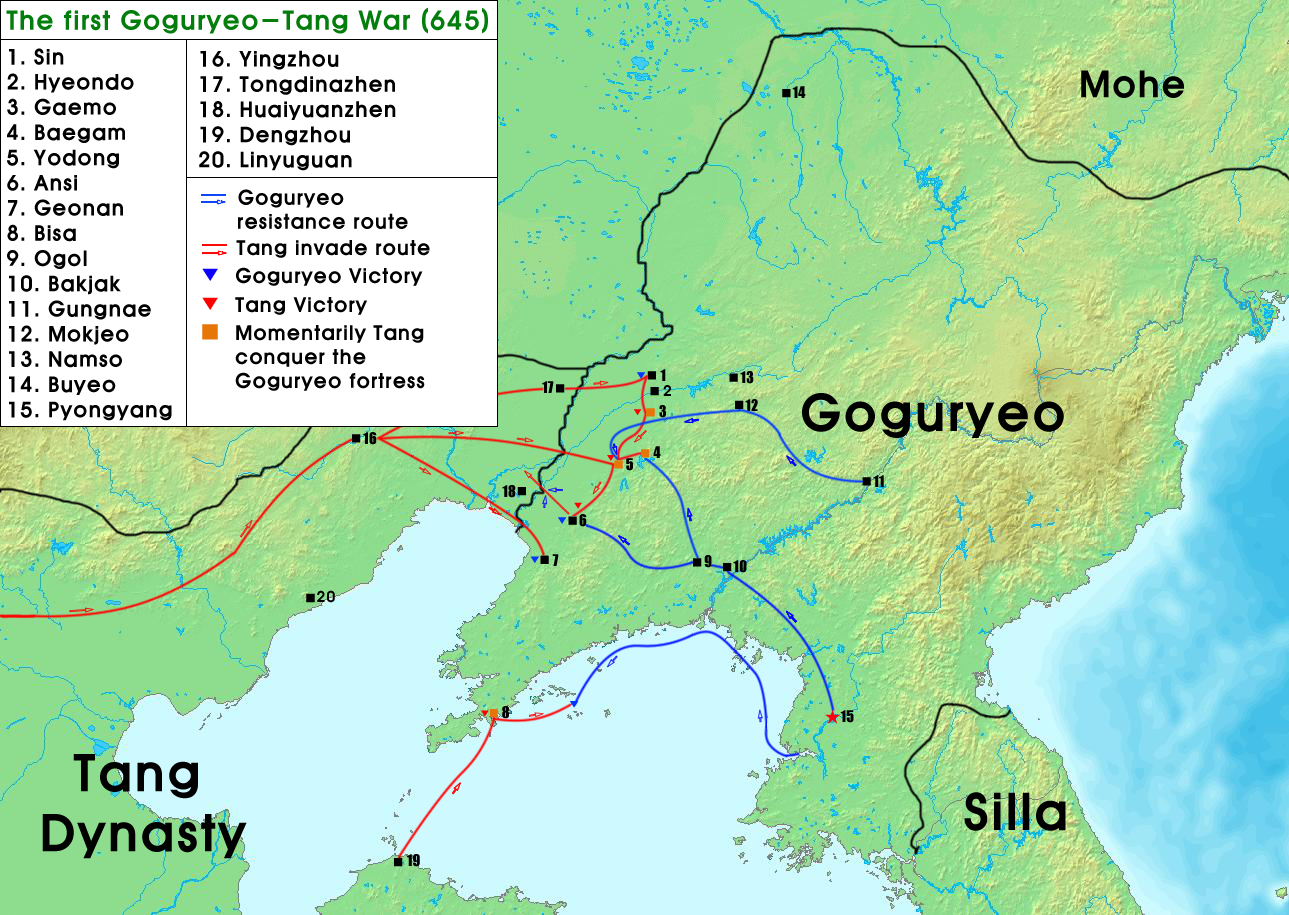
Déroulement de la première campagne de la guerre Koguryo-Tang.

L'empereur Taizong utilise donc le meurtre du roi par Yeon Gaesomun et l'attaque contre Silla comme prétexte pour attaquer le Koguryo et commence les préparatifs pour sa campagne en 644. Au-delà de ces prétextes officiels, si l'empereur Taizong tient autant à vaincre le royaume le Koguryo, c'est parce qu’il est déterminé à réussir là où l'empereur Sui Yangdi a échoué, ce qui a coûté son trône à ce dernier.
Pour mener à bien son plan d'invasion, l'empereur fait appel à Li Shiji, un de ses meilleurs généraux, qui reçoit le commandement d'une armée composée de 60 000 soldats chinois et d'un nombre inconnu d'hommes provenant des tribus locales. Toutes ces troupes se rassemblent à Youzhou. De son côté, l'empereur Taizong prend la tête d'une armée composée de 10 000 cavaliers. Taizong et Shiji finissent par se retrouver et rassembler leurs forces pendant l'expédition. En plus de cette expédition terrestre, les Tang lèvent une flotte de 500 navires qui transporte 43 000 soldats supplémentaires, dont 40 000 conscrits et 3 000 soldats volontaires issus des élites de Chang'an et Luoyang. Cette flotte part de la péninsule du Liaodong et navigue jusqu'à la péninsule de Corée.
En avril 645, l'armée du général Li Shiji quitte Yincheng,, et entre sur le territoire du Koguryo le 1er mai, après avoir traversé la rivière Liao. Le 16 mai, il assiège la ville de Gaimou (kaemo), qui est prise en seulement 11 jours. Cette victoire lui permet de faire 20 000 prisonniers et de confisquer 100 000 shi de grain.
Ensuite, l'armée du général Li Shiji avance jusqu'à Liaodong (Ryotong), qui est assiégée. Le 7 juin 645, Shiji affronte et écrase une armée de 40 000 hommes, qui avait été envoyée par le Koguryo pour tenter de lever le siège de la ville. Quelques jours plus tard, la cavalerie de l'empereur Taizong arrive à Liaodong. Le siège se poursuit jusqu'au 16 juin, date à laquelle l'armée Tang réussit à incendier Liaodong grâce à des projectiles incendiaires et ouvre une brèche dans les murailles de la ville, ce qui provoque la chute de cette dernière entre les mains des Tang,.
L'armée chinoise reprend son avancée et marche sur Baiyan (Paekam), qui est atteinte le 27 juin 645. Cependant, Taizong n'a pas le temps de l'assiéger, car les commandants de la garnison se rendent et livrent la ville aux Tang. À la suite de cette reddition, l'empereur ordonne que la ville ne soit pas pillée et que ses citoyens ne soient pas réduits en esclavage.
Le 18 juillet 645, l'armée Tang arriva à Anshi (Ansi). Yeon Gaesomun envoie une armée de 150 000 hommes, composée de soldats du Koguryo et de combattants des tribus mohes, pour lever le siège de la ville. Pour contrer cette attaque, l'empereur Taizong envoie le général Li Shiji avec 15 000 hommes pour attirer les troupes ennemies dans un piège. En effet, pendant que Shiji attaque de front, une autre armée doit contourner les Coréens, puis les attaquer par derrière. La bataille a lieu le 20 juillet et s’achève par une victoire des Tang, la plupart des troupes coréennes se dispersant après leur défaite. Les survivants des troupes du Koguryo s'enfuient vers une colline voisine, mais ils se rendent dès le lendemain, après avoir été encerclés par les soldats chinois. Finalement, les troupes de Tang Taizong capturent 36 800 soldats ennemis. Sur ces prisonniers, les Tang envoient 3 500 officiers et chefs en Chine, exécutent 3 300 soldats mohes et finissent par libérer le reste des soldats.
Mais cette victoire ne signifie par la fin de la campagne, car les Tang n'arrivent pas à prendre la ville d'Anshi,,, qui est défendue par les troupes de Yang Manchun,. En effet, les six à sept attaques quotidiennes que les Chinois lancent contre la forteresse sont repoussées à chaque fois. Alors que les jours et les semaines passent, l'empereur Taizong songe à abandonner le siège d'Anshi pour s'avancer plus profondément dans les terres du Koguryo ; mais il renonce à cette idée car la forteresse et sa garnison représentent une menace trop grande pour être juste ignorées. Finalement, les Tang misent tout sur la construction d'un énorme monticule devant surplomber les murs de la ville, mais les Coréens s'en emparent et le défendent avec succès, malgré trois jours d'attaques continues menées par les troupes chinoises,. Après cet échec, Taizong doit faire face à la dégradation des conditions de vie de son armée à cause du froid, car l’hiver approche, et de l'effondrement du moral des troupes. Il est contraint d'ordonner un repli général le 13 octobre,, tout en laissant derrière lui un cadeau extravagant destiné au commandant de la forteresse d'Anshi.
La retraite de Tang Taizong se déroule dans des conditions difficiles et beaucoup de ses soldats meurent ; Taizong lui-même s'inquiétant de l'état de santé de ses généraux turcs Qibi Heli et Ashina Simo, qui ont tous deux été blessés lors de cette campagne. Une fois rentré en Chine Taizong fonde le temple Minzhong, qui est le plus ancien temple de Pékin, pour commémorer la mémoire de tous les soldats morts lors de cette campagne,,. Il attaque à nouveau le royaume de Koguryo en 647 et 648, mais échoue à chaque fois,,,.

## Les campagnes suivantes

### La chute du royaume de Baekje (660-663)
En 649, l'empereur Tang Taizong commence à préparer une nouvelle tentative d'invasion, mais il meurt le 10 juillet de la même année, peut-être à cause d'une maladie contractée lors de ses campagnes en Corée. Vaincre le Koguryo était devenu l'obsession de Taizong, une obsession que l'empereur Tang Gaozong, le fils et successeur du défunt, va reprendre à son compte.
Afin de préparer une nouvelle guerre contre le royaume coréen, dès le début de son règne, Gaozong renouvelle l’alliance militaire entre les Tang et le royaume de Silla. Ainsi, lorsque Koguryo et Baekje attaquent Silla, respectivement par le Nord et l'Ouest, la reine Seondeok de Silla envoie un émissaire à la Cour des Tang pour demander une aide militaire d'urgence. Cet émissaire arrive en 650 à la Cour de l'empereur Gaozong et prend la forme d'un poème, écrit par la Reine Jindeok et remis en main propre par Kim Chunchu, le prince héritier de Silla et futur roi Muyeol. Pendant ce temps, le royaume de Baekje doit faire face à des problèmes qui fragilisent son alliance avec le Koguryo. En effet, la vallée de la rivière Han sépare physiquement les deux royaumes et est un obstacle de taille qui limite les possibilités d'aide mutuelle entre les deux alliés en temps de guerre. C'est pour essayer de pallier ce problème que le Baekje s'allie avec le royaume japonais de Yamato en 653. En 654, le roi Muyeol monte sur le trône de Silla en 654 et lorsqu'entre 655 et 659, il subit des raids réguliers de ses deux voisins aux frontières de son royaume, il demande l'aide des Tang. En 658, l'empereur Gaozong réagit en envoyant une armée attaquer directement le royaume de Koguryo, mais ses généraux sont à nouveau mis en échec par les soldats coréens. Kim Chunchu suggère alors aux Tang de briser l'alliance Koguryo-Baekje en commençant par conquérir les seconds avant d'attaquer les premiers.Gaozong valide ce plan et en 660, l'Empire Tang et le royaume de Silla envoient leurs troupes respectives conquérir Baekje.
Les Chinois commencent par envoyer une armée forte de 130 000 soldats vers Baekje pour soulager le royaume de Silla, qui subit toujours les attaques et les raids de ses deux voisins. Lors de cette expédition, c'est l'amiral Su Dingfang qui commande la flotte Tang chargée d'attaquer Baekje. Cette flotte navigue à travers la mer Jaune, vers la rivière Geum, et les troupes qu'elle transporte finissent par débarquer sur la côte ouest de Baekje. Après avoir mis pied à terre, les 130 000 soldats de l'armée Tang marchent sur Sabi, la capitale de Baekje. Pendant ce temps, une armée de Silla forte de 50 000 soldats et commandée par le Prince héritier Kim Beopmin, le général Kim Yushin, le général Kim Pumil, et le général Kim Heumsun traverse la frontière est de Baekje. Les troupes de Silla traversent ensuite le royaume de Baekje d'est en ouest et franchissent les monts Sobaek, grâce au général Kim Yushin qui guide ses soldats à travers les cols de Tanhyon jusqu'aux plaines d'Hwangsan. Là, ils trouvent le général Gyebaek qui, bien que n'ayant pu rassembler qu'environ 5 000 soldats, se prépare pour essayer de stopper leur avancée. C'est donc dans les plaines d'Hwangsan que l'armée de Silla affronte et vainc les troupes de Baekje lors de la bataille de Hwangsanbeol, durant laquelle Gyebaek meurt au combat. Avant la fin de l'année 660, Sabi, la capitale de Baekje, tombe entre les mains des troupes sino-coréennes,, après que 10 000 soldats de Baekje aient été tués pendant le siège. Le royaume est conquis le 18 juillet 660, lorsque le roi Uija de Baekje capitule à Ungjin. L'armée chinoise capture le roi, le Prince héritier, 93 hauts-fonctionnaires et 20 000 soldats. Le roi et le Prince héritier sont envoyés en Chine comme otages, pendant que les Tang annexent le territoire de l'ancien royaume et instituent cinq administrations militaires pour contrôler la région.
Dans un dernier effort pour sauver son royaume, le général Gwisil Boksin rassemble les derniers soldats fidèles à Baekje et organise la résistance contre l'occupation chinoise. Il se retranche avec ses hommes dans la ville de Chuyu et demande une aide militaire au Yamato. Cette aide prend la forme d'une flotte de 800 navires, qui arrive en Corée début août 663. La flotte Tang, composée de 170 navires, anticipe les mouvements des Japonais et avance vers Chuyu. Les Chinois bloquent l’accès à la ville en formant une ligne compacte de navires qui barre le fleuve Baekgang d'une rive à l'autre. C'est là que la flotte du Yamato arrive et engage le combat contre les navires chinois lors de la bataille de Baekgang, les 27 et 28 août 663. La flotte du Yamato est décimée et la résistance Baekje vaincue,. Peu de temps après, le Prince Buyeo Pung de Baekje et les derniers hommes à lui être restés fidèles s’enfuient au Koguryo.

### La destruction du royaume de Koguryo
Après la conquête de Baekje en 660, Tang Gaozong et Kim Chunchu prévoient d'envahir le royaume de Koguryo. En 661, les Tang lancent une attaque contre leur ennemi coréen, avec une armée forte de 350 000 soldats. Les Chinois sont les seuls à partir au combat, car Gaozong a explicitement demandé au roi de Silla de ne fournir que des approvisionnements pour cette expédition et aucun renfort militaire. En 662, Yeon Gaesomun vainc le général Pang Xiaotai lors de la bataille de Sasu,, puis les troupes des Tang assiègent Pyongyang, la capitale du Koguryo. Ce siège dure plusieurs mois et s’achève en février 662, date à laquelle elle les Chinois doivent se retirer et mettre fin à leur campagne à cause du climat hivernal très rude et d'une défaite infligée par les Coréens à une armée qui s’est enfoncée dans le pays pendant que le gros des troupes poursuivait le siège.
En 666, le dictateur militaire Yeon Gaesomun meurt, et ses fils se déchirent pour s'emparer du pouvoir. Le Koguryo sombre dans le chaos et est affaibli par cette lutte pour la succession qui oppose ses fils et ses frères cadets. Finalement, le fils aîné de Yeon (ce fils est aussi le successeur désigné du défunt) fait défection au profit des Tang, tandis que son plus jeune frère préfère rejoindre Silla,. C'est ce conflit interne au royaume provoqué par la mort de Yeon Gaesomun qui ouvre la voie à une nouvelle invasion par Tang et Silla en 667. Cette fois-ci, les Chinois et les Coréens lancent un assaut simultané contre le Koguryo, les Tang attaquant par l'est et Silla attaquant par le sud. Grâce à l’appui militaire et logistique de Silla, cette double invasion se conclut rapidement par une réussite totale. En 668, les armées des Tang et de Silla assiègent et prennent Pyongyang, ce qui conduit à la conquête du Koguryo,,. Plus de 200 000 prisonniers sont capturés par les troupes Tang et envoyés à Chang'an.

## Conséquences
En 669, Tang Gaozong crée le protectorat général pour pacifier l'Est, ou protectorat d'Andong, pour gouverner et contrôler les anciens territoires du royaume de Koguryo. Parallèlement, il crée la Commanderie d'Ungjin pour gouverner l'ancien royaume de Baekje, ce qui fait qu'à la fin de la guerre, l'Empire Tang a pris le contrôle de la plus grande partie de la péninsule coréenne et tente de transformer Silla en vassal. Ce contrôle des Tang sur la quasi-totalité de la Corée va durer à peu près une décennie.
Cependant, l'occupation de la péninsule coréenne par la Chine s’avère difficile sur le plan logistique, car les troupes stationnées sur place souffrent d'une pénurie de fournitures, qui étaient auparavant fournies par Silla. Or, le royaume coréen adopte une politique de plus en plus hostile aux Tang car pour sceller l'alliance, l'empereur Tang Taizong avait promis de laisser à Silla le royaume de Baekje et les terres situées au sud de Peonyang, promesse reniée par Gaozong après la fin de la guerre. En outre, l'empereur Gaozong tombe malade et c'est Wu Zeitan, sa favorite, qui prend le contrôle de la Cour impériale. Désirant mettre en place une politique pacifiste, Zeitan détourne les ressources de l'empire vers d'autres priorités. Cette situation favorise Silla, qui se met à résister à la domination chinoise sur la péninsule. La guerre entre le royaume de Silla et la Chine des Tang se rapproche alors à grands pas,.
Après la chute du Koguryo, Daejoyeong (대조영, 大祚榮), le fils de Dae Jung Sang, un général de Koguryo, rassemble autour de lui des fidèles de l'ancien royaume de Koguryo et des tribus du peuple mohe. À la tête de cette alliance, il commence à lutter contre la dynastie Tang pour faire renaître le royaume coréen. Finalement, il réussit à chasser les Chinois du Nord de la Corée et de la Mandchourie, et fonde le royaume de Balhae après avoir vaincu les Tang lors de la bataille de Cheonmunryeong.